# Видосав Петровић
Видосав Вице Петровић (Ниш, 1936) — Ниш, 2017) био је српски књижевник, публициста и културни радник.

## Биографија
Рођен је 15. августа 1936. године у Нишу у занатлијској породици од оца Николе и мајке Тодоре. Основну школу и гимназију Стеван Сремац завршио је у Нишу, дипломирао је југословенску и светску књижевност на Филозофском факултету (1960) у Београду. Био је уредник културне рубрике Народних новина. У међувремену је и хонорарни дописник београдских Вечерњих новости (1961—1963), и хонорарни дописник ТАНЈУГ-а за културу, уметност и образовање (1965—1967). Напушта новинарство и постаје директор Нишког симфонијског оркестра (1967—1971), потом је директор Издавачке установе Градина (1971—1975) , а од марта 1976. до 1998. управник је Универзитетске библиотеке Никола Тесла. Преминуо је 19. децембра 2017. године у Нишу.

## Књиге (приповедака, сећања, анегдота)
- ПЕСНИКОВ УЗЛЕТ - сећања на Бранка Миљковића, Градина, Ниш, 1988; II допуњено издање - Просвета, Ниш, 1994; III допуњено ауторово издаље, Ниш, 2002. IV издање, Медивест КТ, Ниш.
- DIETRO IL SIPARIO, racconti, (ИЗА ЗАСТОРА, приповетке)- Ла Валиса, Бари (Италија) 1991.
- ЗАШТИТНИК ГРАДА, приповетке - Градина, Ниш, 1991.
- НИШКЕ АНЕГДОТЕ XIX и XX ВЕКА - Ниш, Пунта, 2003.

## Драме
- ПРИКАЗНА ЗА ХАНС РЕКЛЕ - игра во пет чина, Драмска библиотека Културен живот, Скопје, 1979, 4-5.
- ПРИЧА О ХАНСУ РЕКЛЕУ - драмска поема - Градина, Ниш, 1980, бр. 7-8-9.
- ЦРВЕНА ОПШТИНА – докуметарна драма, изведена 15.3. 1980. у Народном позоришту у Нишу – Редитељ

Јован Бата Путник, Беорад, к.г.
- ПРОБОЈ : документарна драма, Градина, Ниш, 1983, бр. 1-2, pp. 191–223. - Изведена 12. 12. 1983. у Нишком позоришту, Редитељ Љуба Милошевић.
- СЛИКА ЗА ВЕЛИКИ ЗИД : драма у два дела, Градина, Ниш, 1986. бр. 9, pp. 117–160. - Изведена у Нишком позоришту 28. 10. 1986. Редитељ Градинир Мирковић.
- ИБИШ- АГА : драма, према истоименој причи Стевана Сремца, Градина, Ниш, 1990. бр. 1-2, pp. 163–228.
- ЧЕГАРСКО УСПЕЊЕ – историјска драма, издање аутора, Пунта, Ниш, 2009.
- ПРЕЈАКА РЕЧ - драма (о Бранку Миљковићу), НКЦ, Ниш, број 58-59. стр. 153-218.

## Приређивачки рад
1. - БРАНКО МИЉКОВИЋ У СЕЋАЊУ САВРЕМЕНИКА, зборник, Просвета, Ниш,1995.
1. - СТЕВАН СРЕМАЦ У КЊИЖЕВНОЈ КРИТИЦИ, зборник (са Сашом Хаџитанчићем) , С. Сремац, Ниш, 1996.
2. - СТЕВАН СРЕМАЦ У УСПОМЕНАМА И АНЕГДОТАМА (са Биљаном Петровић) - С. Сремац, Ниш, 1996.
3. - РАТНА ПРЕСТОНИЦА - НИШ 1914-1915, зборник, Градина, Ниш,1996. – и друго издање Медивест КТ, Ниш, 2014.[1]
4. - ОСЛОБОЂЕЊЕ НИША ОД ТУРАКА 1877. ГОДИНЕ, зборник, Народне новине, Ниш, 1997.[2]
5. - НИШ У ДЕЛИМА ПУТОПИСАЦА од IV до XX века, зборник - Издање аутора, Ниш, 2000. и друго издање 2002.
6. NIŠ IN THE TRAVEL WRITINGS from the fourth to the twentieth century. – Превела са српског на енглески језик: Драгана Машовић. – Издање аутора, Ниш, 2001; - II издање 2002.
7. - ДРАГИША ЦВЕТКОВИЋ - ЊИМ САМИМ - чланци, говори, интервјуи, полемике, мемоари... - Ниш, 2006, издање аутора и Штампарије Пунта, Ниш.
8. -КРАЉ МИЛАН и НИШ, зборник. – Медивест КТ, Ниш, 2016.[3]

## Галерија слика
- Књиге Видосава Петровића

- Књиге са чланцима Видосава Петровића

## Критика о делу Видосава Петровића
- Зоран Р. Јовановић: СЛИКА ЗА ВЕЛИКИ ЗИД / Видосав Петровић. Премијера у нишком Народном позоришту) – Градина, Ниш, 1987, бр. 1.
- Драган Жунић: С ПЕСНИКОМ УЗЛЕТ / (Песников узлет – сећања на Бранка Миљковића, - Градина, Ниш 1988), - Градина, Ниш, 1989. бр. 2. стр 153-155
- Николај Тимченко: КЊИГА О БРАНКУ МИЉКОВИЋУ / (Видосав Петровић: Песников узлет, Друго, допуњено издање, - Просвета, Ниш, 1993), Наш пут, Лесковац, 1993.
- Николај Тимченко: ТРАНСПОНОВАНА СЛИКА ЈЕДНОГ ГРАДА/ (Видосав Петровић: Заштитник града - Градина, Ниш, 1994). - Наш пут, Лесковац, 1994.
- Никола И. де Сантис: У ЛАБОРАТОРИЈИ ВИДОСАВА ПЕТРОВИЋА ; са италијанског превео Драган Мраовић. - Градина, Ниш, бр 1. 1994, pp. 113–15
- Иванка Косанић - О Нишу кроз векове / („Ниш у делима путописаца од IV-XX века“ , приредио и уредио Видосав Петровић – друго допуњено издање аутора, Ниш, 2001. - У Дневник, Нови Сад, 20. март (2002). стр. 19.
- Зорица Миладиновић: Књига која сугерише преиспитивање историјске улоге председника југословенске владе Драгише Цветковића – БОЉЕ ПАКТ НЕГО РАТ /. – У: Данас, Београд, 2006. субота-недеља 15-16. јул. стр. 14.
- Небојша Озимић: КЊИГА КОЈА СЕ ДУГО ЧЕКАЛА /. (Видосав Петровић, Драгиша Цветковић – њим самим, Пунта, Ниш, 2006, стр 474) – У: Градина, Ниш, НКЦ, Нова серија бр. 18. год. (2007). стр. 240-242.
- Милан Момчиловић: ЗЛОЧИНАЦ ИЛИ ПАТРИОТА : рехабилитација некадашњег ратног злочинца почела минулог лета појавом књиге о његовим заслугама за развој Ниша /. У: Политика, Београд, 2007. од 15. јануара, pp. 18. (– Поводом књиге "Драгиша Цветковић – њим самим" - приредио Видосав Петровић)
- Милан Момчиловић: СУМЊА У ЗВАНИЧНУ ВЕРЗИЈУ СМРТИ : приводи се крају филм о Бранку Миљковићу /. – У: Политика, Београд, 2007. од 16. јануара, pp. 17.

## Антологије у којима су садржана Петровићева дела
- ПРОЗА ЈУЖНЕ СРБИЈЕ – приредили Саша Хаџи Танчић и Воја Красић – ТОК, Прокупље, 1984.
- АНТОЛОГИЈА НИШКИХ ПРИПОВЕДАЧА – приредио Горан Максимовић. – Просвета, Ниш, 2002.
- ЗА ОНЕ КОЈЕ ВОЛИМО – ПОРУКЕ ПРЕКО МОРА. – Поезија и проза аутора из Ниша и Барија (Италија). – приредили Добривоје Јевтић и Данијел Ђанкане. – Просвета, Ниш и La Vallisa, Bari (Italija), 1994.
- НИШКИ ДРАМСКИ ПИСЦИ – приредио Јован Пејчић. – Просвета, Ниш, 2004.

## Награде
- Октобарска награда града Ниша за књижевност 1988. - за књигу Песников узлет - сећања на Бранка Миљковића.
- Награда Међуопштинске заједнице културе Ниша за књижевност, 1986 - за драму Слика за велики зид, изведену у нишком Народном позоришту, 1986.
- Златна значка Културно-просветне заједнице Србије, за рад у култури,
- Награда Удружења грађана Стари Ниш 2006 - за књигу Ниш у делима путописаца".
- Награда Удружења грађана Стари Ниш 2007 - за књигу Драгиша Цветковић –њим самим : чланци, говори, полемике, мемоари...).
- Награда Града Ниша 11. јануар 2015, - за књижевни рад[4].[4]
- Награда Иницијал Сајма књига НКЦ, Ниш, 2016. - за књигу Краљ Милан и Ниш[5].